# Assjösjön
Assjösjön är en sjö i Östhammars kommun i Uppland och ingår i Olandsåns huvudavrinningsområde. Sjön är 2 meter djup, har en yta på 0,272 kvadratkilometer och är belägen 3,9 meter över havet. Vid provfiske har bland annat abborre, gädda, mört och ruda fångats i sjön.

## Delavrinningsområde
Assjösjön ingår i det delavrinningsområde (668744-163399) som SMHI kallar för Mynnar i Olandsån. Medelhöjden är 11 meter över havet och ytan är 58,48 kvadratkilometer. Det finns inga avrinningsområden uppströms utan avrinningsområdet är högsta punkten. Stängseldiket som avvattnar avrinningsområdet har biflödesordning 2, vilket innebär att vattnet flödar genom totalt 2 vattendrag innan det når havet efter 8,9 kilometer. Avrinningsområdet består mestadels av skog (55 procent) och jordbruk (28 procent). Avrinningsområdet har 0,44 kvadratkilometer vattenytor vilket ger det en sjöprocent på 0,8 procent. Bebyggelsen i området täcker en yta av 0,43 kvadratkilometer eller 1 procent av avrinningsområdet.

## Fisk
Vid provfiske har följande fisk fångats i sjön:
- Abborre
- Gädda
- Mört
- Ruda
- Sutare